# Discaria
Discaria é um género botânico pertencente à família Rhamnaceae.